# Utiel (kommunhuvudort)
Utiel är en kommunhuvudort i Spanien.   Den ligger i provinsen Província de València och regionen Valencia, i den östra delen av landet, 230 km öster om huvudstaden Madrid. Utiel ligger 738 meter över havet och antalet invånare är 12 420.
Terrängen runt Utiel är platt åt sydväst, men åt nordost är den kuperad. Runt Utiel är det ganska glesbefolkat, med 27 invånare per kvadratkilometer. Närmaste större samhälle är Requena, 12,2 km sydost om Utiel. Trakten runt Utiel består till största delen av jordbruksmark.